# Carex blakei
Carex blakei är en halvgräsart som beskrevs av Ernest Nelmes. Carex blakei ingår i släktet starrar, och familjen halvgräs. Inga underarter finns listade i Catalogue of Life.